# Tandonia piriniana
Tandonia piriniana е коремоного мекотело (гол охлюв) от разред Белодробни охлюви, семейство Milacidae.

## Разпространение и местообитания
Видът е локален ендемит. Установен е в Пирин при надморска височина около 500 до 800 m.

## История на откриването на вида
През 1983 година полският малаколог Анджей Виктор описва вида Tandonia piriniana по едва четири екземпляра от село Копривлен. Още три екземпляра са съобщени от село Рожен близо до Мелник. Авторът предполага, че видът води скрит начин на живот и вероятно живее дълбоко под земята като използва проходите, направени от дъждовните червеи. На повърхността се среща рядко, само под добре вкопани камъни. Едва през 2012 година експедиция от български и швейцарски учени за първи път след 29 години успява да открие и заснеме повторно представители на вида. Това се случва в района на село Рожен.

## Морфологични особености
Охлювът няма черупка и е с дължина на тялото от 20 mm като 30 – 35% от нея се покрива от мантията. Половият отвор се намира в областта на главата.